# Asahi, Yokohama
Asahi (旭区 Asahi-ku) là quận thuộc thành phố Yokohama, tỉnh Kanagawa, Nhật Bản. Tính đến ngày 1 tháng 10 năm 2020, dân số ước tính của quận là 245.174 người và mật độ dân số là 7.500 người/km2. Tổng diện tích của quận là 32,73 km2.

## Địa lý

### Đô thị lân cận
- Kanagawa
  - Yokohama
    - Seya
    - Totsuka
    - Midori
    - Izumi
    - Hodogaya